# Ningthoukhong
Ningthoukhong é uma cidade e uma nagar panchayat no distrito de Bishnupur, no estado indiano de Manipur.

## Demografia
Segundo o censo de 2001, Ningthoukhong tinha uma população de 10,446 habitantes. Os indivíduos do sexo masculino constituem 50% da população e os do sexo feminino 50%. Ningthoukhong tem uma taxa de literacia de 67%, superior à média nacional de 59.5%: a literacia no sexo masculino é de 75% e no sexo feminino é de 58%. Em Ningthoukhong, 14% da população está abaixo dos 6 anos de idade.